# Ас-Сайях
Ас-Сайях (араб. جزيرة الساية‎) — остров в Бахрейне, у побережья острова Мухаррак, в Персидском заливе. Остров расположен напротив города Бусайтин. Административно относится к мухафазе Мухаррак.

## Археология
На острове проводятся раскопки с конца января 2022 года. Раскопки проводят Управление культуры и древностей Бахрейна, в рамках проекта раскопок «Мария» в сотрудничестве с британской командой из Эксетерского университета и Саутгемптонского университета под руководством профессора Роберта Картера (Robert Carter), научного сотрудника Университетского колледжа Лондона в Катаре (UCL Qatar). По мнению директора Департамента музеев и древностей учреждения культуры Салмана Аль-Махари (Salman Almahari) и Роберта Картера остров — искусственный («рукотворный») и создан не менее 1200 лет назад. Остров существовал уже в раннеисламскую эпоху или ранее. Остров создан вокруг пресноводного источника. Остров играл важную роль в добыче жемчуга. На острове найдены большие кучи раковин моллюсков, перемешанные с керамикой VII—VIII вв., которые покрывают бо́льшую часть острова. Найдены остатки пирса, небольшого здания и механизмов для подъёма воды. Исследование является первым систематическим морским и подводным археологическим исследованием в Бахрейне.
Остров охраняется государством, внесён в Список национального наследия Бахрейна.